# Bistecca alla fiorentina
La bistecca alla fiorentina, chiamata anche semplicemente fiorentina, è un taglio di carne di vitellone o di scottona originariamente di razza Chianina che, con una specifica preparazione, diventa uno dei piatti più conosciuti della cucina toscana. Si tratta di un taglio alto comprensivo dell'osso, da cuocersi sulla griglia con grado di cottura "al sangue".

## Definizione
La bistecca alla fiorentina si ottiene dal taglio della lombata (la parte in corrispondenza alle vertebre lombari, la metà della schiena dalla parte della coda) di vitellone o scottona: ha nel mezzo l'osso a forma di "T", con il filetto da una parte e il controfiletto dall'altra.
L'esperto culinario Pellegrino Artusi, nel suo manuale La scienza in cucina e l'arte di mangiar bene, così definisce il taglio della bistecca: «Bistecca alla fiorentina. Da beef-steak, parola inglese che vale costola di toro, è derivato il nome della nostra bistecca, la quale non è altro che una braciuola col suo osso, grossa un dito o un dito e mezzo, tagliata dalla lombata di vitella». La definizione dell'Artusi in realtà non è corretta, in quanto la "vitella", a Firenze e in generale in tutta la Toscana è considerata "carne bianca", proveniente cioè da animali di età da 0 a 6 mesi, che ancora si nutrono esclusivamente di latte e quindi non adatta alla bistecca alla fiorentina classica.

In evidenza la zona della lombata e del costato, da cui deriva il taglio di carne.

## Storia
La storia della bistecca alla fiorentina si fa risalire alla celebrazione della festa di san Lorenzo e alla famiglia dei Medici. In occasione di san Lorenzo, il 10 agosto, la città si illuminava della luce di grandi falò, dove venivano arrostite grosse quantità di carne di vitello che venivano poi distribuite alla popolazione.
Firenze all'epoca dei Medici era un importante crocevia dove si potevano incontrare viaggiatori provenienti un po' da ogni parte del mondo e così si narra che proprio in occasione di un san Lorenzo fossero presenti alle celebrazioni alcuni cavalieri inglesi a cui venne offerta la carne arrostita sui fuochi. Questi la chiamarono nella loro lingua beef steak riferendosi al tipo di carne che stavano mangiando. Da qui una traduzione adattata alla lingua corrente creò la parola bistecca che è giunta fino ai giorni nostri.
Una versione alternativa la fa risalire agli inglesi, presenti a Firenze nell'800, i quali hanno lasciato notevoli tracce nella cucina toscana. Si trattava di persone facoltose, che potevano permettersi anche tagli di carne pregiata, come la beef steak, appunto, ma anche come il roast beef, peraltro anch'esso presente nella cucina fiorentina.

## Preparazione
La carne – precedentemente frollata per almeno due settimane nelle celle frigorifere - al momento della cottura deve essere a temperatura ambiente. Il taglio è di circa 1-1,5 kg, l'altezza di circa 5-6 cm.
Per scaldare la griglia si usa un'abbondante brace di carbone di legna, usando preferibilmente carbone di quercia, di leccio o di olivo. La brace deve essere ben viva, appena velata da un leggero strato di cenere, senza fiamma. Sono da evitare nel modo più assoluto piastre, griglie a gas, elettriche, con pietra refrattaria, etc. La carne deve trovarsi all'inizio vicinissima ai carboni, cosicché si formi una crosta aromatica il più rapidamente possibile ottenendo la cosiddetta reazione di Maillard, poi dopo il primo minuto deve essere alzata a un fuoco più gentile.
Messa sopra la carne senza condimento, operazione fondamentale per prevenirne l'indurimento, va girata una sola volta, cucinandola circa 3/5 minuti per parte, non di più. Va fatta infine cuocere "in piedi" dalla parte dell'osso, per 5/7 minuti, non di più, finché non scompaiono da questo le tracce di sangue  (che sangue non è, dato che si tratta di mioglobina, una proteina). La bistecca deve essere tanto spessa da stare in piedi da sola. Esiste però un'altra scuola di pensiero che sostiene che la carne non vada fatta cuocere in piedi. Una buona cottura è il segreto di tutto il gusto di questo piatto: la carne deve risultare colorita all'esterno e rossa, morbida e succosa all'interno, calda, ma non cotta. Per questa ragione non deve essere girata con l'ausilio di "forchettoni" o qualunque altro utensile da cucina possa penetrare la carne e romperne la crosta che si forma all'inizio della cottura. Deve essere invece girata, gentilmente "pinzata", con l'utilizzo di uno strumento adatto, in quanto l'utensile può causare la fuoriuscita dei preziosi "succhi" che danno sapore alla carne.
Esiste una terza via di cottura, denominata "reverse searing"; consiste nello scaldare il pezzo di carne (nel barbecue oppure in un forno convenzionale) fino ad una temperatura di circa 52° al cuore per almeno due ore. Successivamente si posiziona la bistecca in una griglia o in una padella (preferibilmente in ghisa) precedentemente riscaldate (devono essere roventi) per creare una crosta bruna e saporita, che è la conseguenza della reazione di Maillard. Infine si lascia riposare la bistecca per 4/5 minuti e poi si serve, cercando di tagliare contro fibra.
Accompagnamento tradizionale sono i fagioli cannellini all'olio e anche l'insalata. Non deve essere cosparsa di limone. Sulla tavola si sposa con un buon Chianti classico.

## T-Bone e Porterhouse
Negli Stati Uniti, tagli simili alla bistecca alla fiorentina sono: la bistecca T-Bone e bistecca Porterhouse. Secondo lo USDA (United States Department of Agricolture, il dipartimento statunitense per l'agricoltura) il taglio, per essere classificato come T-Bone, deve partire dalla metà del lombo dell'animale e il filetto deve essere spesso almeno 0,5 pollici (1,3 cm), mentre per essere classificato come Porterhouse deve partire dalla metà del lombo e il filetto deve essere spesso almeno 1,25 pollici (3,2 cm).

## Messa al bando
Il primo lustro degli anni duemila ha visto la carne bovina con l'osso messa al bando in Unione europea, per un'impennata nella diffusione dell'encefalopatia spongiforme bovina, detta anche BSE o morbo della mucca pazza. Già nel 1994 l'Unione Europea aveva messo al bando a scopo precauzionale l'uso delle farine di origine animale per l'alimentazione bovina, mentre la Gran Bretagna dal 1º agosto 1996 obbligava l'eliminazione della colonna vertebrale dei bovini durante la macellazione. Nel 1998 l'UE aveva imposto agli stati membri un registro dei casi accertati. Ma è solo dal 31 marzo 2001 fino alla revoca della messa al bando a ottobre 2005, che la tutela della salute pubblica è diventata impellente e ha portato a una stretta normativa fino al termine dell'allarme sanitario internazionale: per il premio Nobel Stanley Prusiner esiste una correlazione tra la BSE e una nuova variante della malattia di Creutzfeldt-Jakob che colpisce l'uomo.
La bistecca alla fiorentina è mancata dalle tavole degli italiani per quasi cinque anni a seguito del blocco della vendita delle carni bovine con l'osso predisposto per arginare il rischio di diffusione della Bse. Il provvedimento legislativo imponeva l'asportazione della colonna vertebrale con il midollo spinale degli animali da macellare, nonostante non siano mai stati diagnosticati casi di Bse in bovini di razza chianina e di razza maremmana allevati allo stato brado nei rispettivi territori geografici della Toscana meridionale.
Invece in altri stati, per assenza di casi sospetti, il provvedimento dell'UE del 2001 ha concesso una deroga nella vendita di carni con l'osso: tra questi vi sono Svezia, Finlandia e Austria in cui la fiorentina era ammessa. In altri stati, pur colpiti gravemente come il Regno Unito (in cui si erano riscontrati 170 000 casi, dati 2001) o meno come il Portogallo (497 casi, dati 2001), si è concessa la deroga poiché il sistema di prevenzione e controllo è stato considerato efficiente.
In generale la diffusione del morbo della mucca pazza in Europa ha avuto conseguenze pesanti sull'economia e la zootecnia: sono stati ingenti gli abbattimenti di capi bovini infetti e la distruzione di farine animali; il divieto di vendita e distribuzione delle parti con l'osso, più a rischio di diffondere il morbo, prevedevano multe salate, e già nel primo anno di emergenza è stato previsto uno stanziamento straordinario di Bruxelles di 300 miliardi per l'abbattimento dei capi sopra i 30 mesi e lo smaltimento delle colonne vertebrali. La maggior parte dei casi di BSE si sono riscontrati in Gran Bretagna. Il 1º gennaio del 2006, a seguito del rientro dell'emergenza, il bando è stato revocato.